# Česko-mongolské vztahy

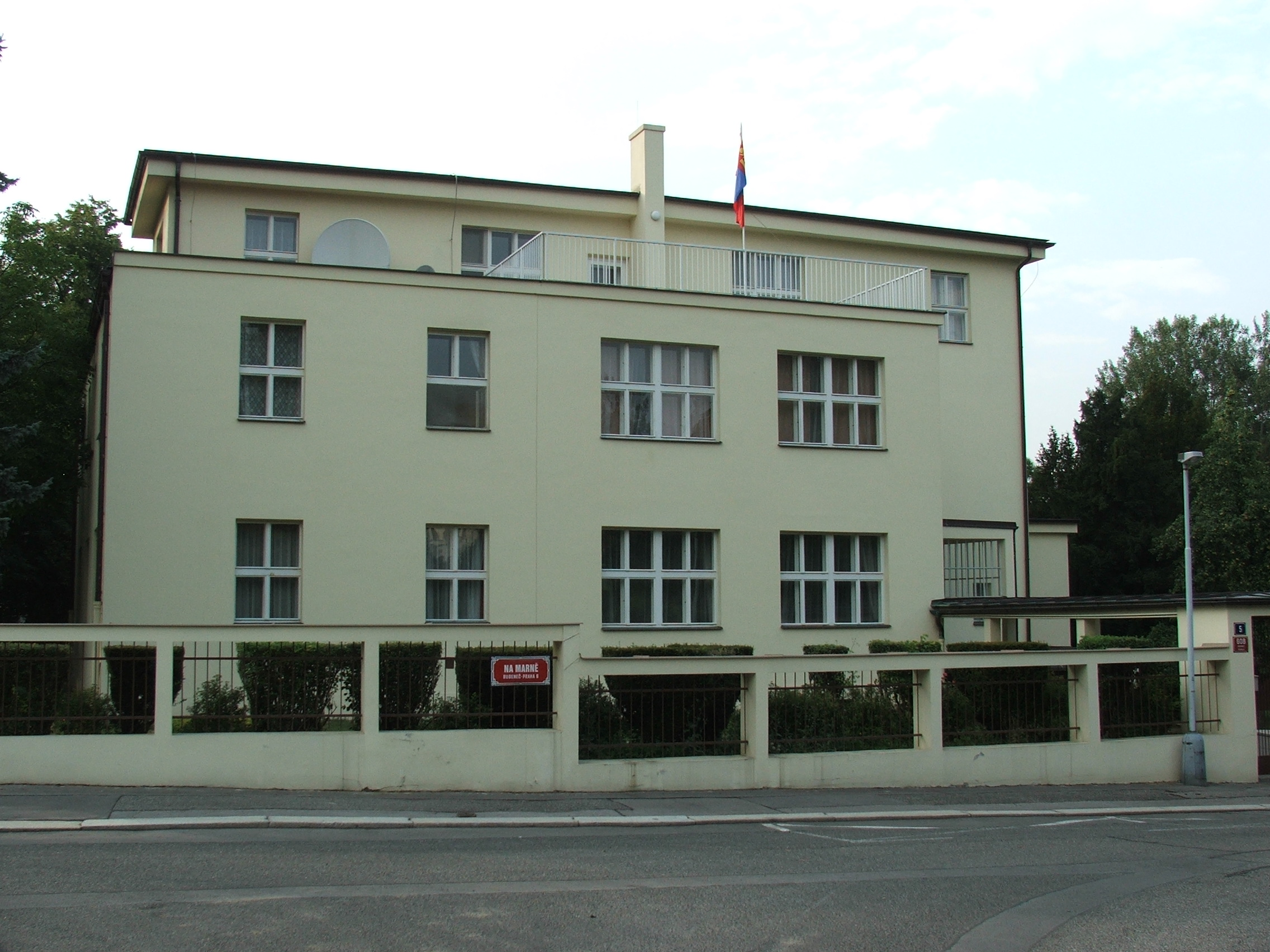
Mongolské velvyslanectví v Praze

Česko-mongolské vztahy jsou mezinárodní vztahy mezi Českem a Mongolskem. Formálně vznikly 25. dubna 1950 mezi tehdejším Československem a Mongolskou lidovou republikou. Československo bylo až do druhé poloviny 80. let po SSSR druhým nejvýznamnějším mongolským obchodním partnerem. Po rozdělení Československa v roce 1992 Mongolsko navázalo v roce 1993 vztahy s Českou republikou. Česká republika má velvyslanectví v Ulánbátaru.
Očekává se, že význam česko-mongolských vztahů bude důležitější, a to hlavně kvůli levné mongolské pracovní síle. Mongolská menšina v Česku, i když je stále marginální, se mezi lety 1994–2018 více než zdvacetinásobila.
Stále probíhá návrat koní Převalského z aklimatizační zóny v Česku do volné přírody v Mongolsku. Příznivým faktem je, že se Mongolsko modernizuje, bohatne (HDP v roce 2023 činilo 19,86 miliard USD) a zalidňuje (první mongolské sčítání lidu roku 1918 - okolo 647 500 lidí; k roku 2023 - 3 504 741 lidí).

## Historie
V roce 1953 byl do Mongolska vyslán první československý velvyslanec. Československo bylo až do druhé poloviny 80. let po SSSR druhým nejvýznamnějším mongolským obchodním partnerem.
Po sametové revoluci došlo k prudkému poklesu česko-mongolského obchodu.
Po rozdělení Československa v roce 1992 Mongolsko znovu navázalo v roce 1993 vztahy s Českou republikou. V roce 1993 bylo zrušeno české velvyslanectví v Mongolsku; čeští velvyslanci v období 1994–1999 sídlili v Pekingu. V roce 1997 byla uzavřena vzájemná dohoda o zamezení dvojího zdanění a o rok později dohoda o vzájemné ochraně investic. V roce 1999 ministr zahraničních věcí Jan Kavan během své návštěvy  otevřel obnovené české velvyslanectví v Ulánbátaru.
Mongolsko se stejně jako Česká republika zapojilo na Blízkém východě do války v Iráku (2003–2011).

## Mongolové v Česku
V Československu studovalo nebo pracovalo 30 000 Mongolů, kteří představovali více než 1% obyvatel Mongolska se základními znalostmi češtiny (respektive slovenštiny). Na přelomu tisíciletí byl velký zájem mongolských studentů o studia na Univerzitě Tomáše Bati ve Zlíně.
V září 2008 vznikla databáze zaměstnanců z 5 asijských zemí včetně Mongolska, kterou vede Hospodářská komora ČR s účelem usnadnit českým podnikům hledání zaměstnanců. K 30. září hlásilo Ministerstvo práce a sociálních věcí ČR 13 096 legálních mongolských zaměstnanců. V únoru 2009 začala vláda ČR řešit počty cizinců, kterým nabídne letenku a 250–500 Euro, když opustí zemi. Podle odhadů možnosti využilo 1 334 Mongolů. Od 1. dubna 2009 přestalo Česko vydávat pracovní víza pro občany Mongolska, Moldavska, Thajska, Ukrajiny a Vietnamu, v reakci na ekonomickou krizi, režim však byl později obnoven.
V roce 2023 je Mongolsko nadále prioritní zemí v rámci programu kvalifikovaný zaměstnanec . Počet Mongolů v Česku stabilně roste a je aktuálně nejvyšší v zemích Evropské unie a třetí nejvyšší na světě. Podle statistik ministerstva práce v Česku na počátku ledna 2023 v Česku legálně žilo 12000 Mongolů.

## Seznam smluv
Níže je uveden seznam smluv podle Ministerstva zahraničních věcí České republiky.

### Mezivládní dohody
- Dohoda mezi vládou Československé socialistické republiky a vládou Mongolské lidové republiky o poskytnutí úvěru na provedení komplexního geologického mapování a vyhledávacího geologického průzkumu (Praha, 18. 6. 1963)
- Dohoda mezi vládou Československé socialistické republiky a vládou Mongolské lidové republiky o spolupráci na úseku veterinárním (Ulánbátar, 21. 10. 1964)
- Úmluva mezi vládou Československé socialistické republiky a vládou Mongolské lidové republiky o spolupráci v oblasti zdravotnictví změněná výměnou nót ze dne 23.3. a 1.4. 1999 (Praha, 31. 5. 1968)
- Dohoda mezi vládou Československé socialistické republiky a vládou Mongolské lidové republiky o poskytnutí hospodářské a technické pomoci Československou socialistickou republikou Mongolské lidové republice v letech 1971 - 1975 (Praha, 29. 3. 1971)
- Dohoda o kulturní spolupráci mezi vládou Československé socialistické republiky a vládou Mongolské lidové republiky (Praha, 25. 4. 1973)
- Protokol o některých změnách Dohody mezi vládou Československé socialistické republiky a vládou Mongolské lidové republiky o poskytnutí hospodářské a technické pomoci Československou socialistickou republikou Mongolské lidové republice na léta 1971 - 1975 ze dne 29. března 1971 (Praha, 19. 9. 1974)
- Druhý protokol o některých změnách Dohody mezi vládou Československé socialistické republiky a vládou Mongolské lidové republiky o poskytnutí hospodářské a technické pomoci Československou socialistickou republikou Mongolské lidové republice na léta 1971 - 1975 ze dne 29. března 1971 (Ulánbátar, 7. 10. 1975)
- Dohoda mezi vládou Československé socialistické republiky a vládou Mongolské lidové republiky o hospodářské spolupráci v letech 1976 – 1980 (Ulánbátar, 15. 1. 1976)
- Třetí protokol o některých změnách Dohody mezi vládou Československé socialistické republiky a vládou Mongolské lidové republiky o poskytnutí hospodářské a technické pomoci Československou socialistickou republikou Mongolské lidové republice v letech 1971 - 1975 ze dne 29. března 1971 (Praha, 29. 1. 1979)
- První protokol o některých změnách Dohody mezi vládou Československé socialistické republiky a vládou Mongolské lidové republiky o hospodářské spolupráci v letech 1976 - 1980 ze dne 7. října 1975 (Praha, 29. 1. 1979)
- Dohoda mezi vládou Československé socialistické republiky a vládou Mongolské lidové republiky o poskytnutí doplňkového úvěru na období 1976 - 1980 (Ulánbátar, 1. 9. 1979)
- Dohoda mezi vládou Československé socialistické republiky a vládou Mongolské lidové republiky o hospodářské spolupráci na období 1981 - 1985 (Ulánbátar, 22. 9. 1981)
- Čtvrtý protokol o některých změnách Dohody mezi vládou Československé socialistické republiky a vládou Mongolské lidové republiky o poskytnutí hospodářské a technické pomoci Československou socialistickou republikou Mongolské lidové republice v letech 1971 - 1975 ze dne 29. března 1971 (Ulánbátar, 22. 9. 1981)
- Dohoda mezi vládou Československé socialistické republiky a vládou Mongolské lidové republiky o hospodářské spolupráci na období 1986 - 1990 (Praha, 28. 4. 1986)
- Ujednání mezi vládou České a Slovenské Federativní Republiky a vládou Mongolska o bezvízových stycích pro držitele diplomatických a služebních pasů (Ulánbátar, 26. 6. 1992)
- Dohoda mezi vládou České republiky a vládou Mongolska o spolupráci a vzájemné pomoci v celních otázkách (Praha, 18. 11. 1998)
- Protokol mezi vládou České republiky a vládou Mongolska o mezinárodních smlouvách platných mezi Českou a Slovenskou federativní republikou a Mongolskem k 31. prosinci 1992 (Ulánbátar, 24. 5. 1999)
- Dohoda mezi vládou České republiky a vládou Mongolska o vzájemném zaměstnávání občanů České republiky a občanů Mongolska (Praha, 8. 12. 1999)
- Dohoda o hospodářské spolupráci mezi vládou České republiky a vládou Mongolska (Ulánbátar, 24. 1. 2005)
- Dohoda mezi vládou České republiky a vládou Mongolska o transformaci Společného podniku Mongolčechoslovakmetall a o ukončení platnosti Rámcové dohody mezi vládou Československé socialistické republiky a vládou Mongolské lidové republiky o spolupráci při provádění geologicko průzkumných prací, těžbě a úpravě nerostných surovin v Mongolské lidové republice ze dne 1.9.1979 a Dohody mezi vládou Československé socialistické republiky a vládou Mongolské lidové republiky o zřízení společného podniku k provádění geologicko průzkumných prací, těžbě a úpravě jednotlivých druhů nerostných surovin v Mongolské lidové republice ze dne 1.9. 1979 sjednaná výměnou nót (Praha, 26. 4. 2006)
- Dohoda mezi vládou České republiky a vládou Mongolska o ukončení platnosti dohod týkajících se prodeje, užívání či výstavby nemovitostí velvyslanectví jedné strany na území druhé strany, sjednaná vzájemnou výměnou nót (Ulánbátar, 27. 12. 2010)

### Prezidentské dohody
- Konzulární úmluva mezi Československou socialistickou republikou a Mongolskou lidovou republikou a Protokol (Ulánbátar, 3. 6. 1976)
- Smlouva mezi Československou socialistickou republikou a Mongolskou lidovou republikou o poskytování právní pomoci a o právních vztazích v občanských, rodinných a trestních věcech (Ulánbátar, 15. 10. 1976)
- Smlouva mezi Českou republikou a Mongolskem o zamezení dvojího zdanění a zabránění daňovému úniku v oboru daní z příjmu a z majetku (Praha, 27. 2. 1997)
- Dohoda mezi vládou České republiky a vládou Mongolska o podpoře a vzájemné ochraně investic (Ulánbátar, 13. 2. 1998)

### Meziresortní ujednání, dohody a memoranda
- Ujednání mezi ministerstvem financí Československé socialistické republiky a ministerstvem financí Mongolské lidové republiky o způsobu přepočtu národních měn na převoditelné ruble pro zúčtování výstavby objektů velvyslanectví ČSSR v Ulánbátaru a velvyslanectví MoLR v Praze (Moskva, 1. 3. 1984)
- Ujednání mezi Ministerstvem školství, mládeže a tělovýchovy České republiky a Ministerstvem školství, kultury a vědy Mongolska o spolupráci v oblasti školství, vědy a mládeže na léta 2001 - 2005 (Ulánbátar, 31. 8. 2001)
- Dohoda o hlavních směrech spolupráce v oblasti životního prostředí mezi Ministerstvem životního prostředí České republiky a Ministerstvem přírody a životního prostředí Mongolska (Praha, 19. 11. 2001)
- Dohoda o rozvoji spolupráce v oblasti cestovního ruchu mezi Ministerstvem pro místní rozvoj České republiky a Ministerstvem infrastruktury Mongolska (Praha, 16. 4. 2002)
- Ujednání mezi Ministerstvem školství, mládeže a tělovýchovy České republiky a Ministerstvem školství, kultury a vědy Mongolska o spolupráci v oblasti školství, vědy a mládeže na léta 2011 - 2013 /platnost prodloužena do doby podpisu nového Ujednání – nóta MZV ČR č.j. 90905/2014-MPO ze dne 24. 1. 2014/ (Ulánbátar, 19. 5. 2010)
- Ujednání o kulturní spolupráci na léta 2014 – 2016 mezi Ministerstvem kultury České republiky a Ministerstvem kultury, sportu a cestovního ruchu Mongolska (Praha, 4. 3. 2014, 28/2014 Sb.)
- Memorandum o porozumění mezi Ministerstvem obrany České republiky a Ministerstvem obrany Mongolska o vzájemné spolupráci /dokument není mezinárodní smlouvou ve smyslu mezinárodního práva veřejného/ (Brusel, 9. 10. 2012)
- Memorandum o spolupráci mezi Ministerstvem práce a sociálních věcí České republiky a Ministerstvem lidského rozvoje a sociální ochrany Mongolska /dokument není mezinárodní smlouvou ve smyslu mezinárodního práva veřejného/ (Praha, 5. 11. 2014)